# Dionizy V Lazaros
Dionizy V Lazaros (ur. ?, zm. ?) – w latach 1077–1078 72. syryjsko-prawosławny Patriarcha Antiochii. 